# Paola Montenero
Paola Montenero, nota anche con lo pseudonimo di Paola Rubens (Roma, 13 marzo 1951 – Roma, 25 ottobre 2016), è stata un'attrice italiana.

## Biografia
Nel 1971 partecipò al suo primo film, Reazione a catena.
Sposata con il regista Massimo Pirri, chiude la sua esperienza di attrice nel 1981.

## Filmografia

### Cinema
- Reazione a catena, regia di Mario Bava (1971)
- Rugantino, regia di Pasquale Festa Campanile (1973)
- Càlamo, regia di Massimo Pirri (1975)
- Spell (Dolce mattatoio), regia di Alberto Cavallone (1977)
- Il mondo porno di due sorelle, regia di Franco Rossetti (1978)
- Action, regia di Tinto Brass (1980)
- La vera storia della monaca di Monza, regia di Bruno Mattei (1980)
- Dolce gola, regia di Lorenzo Onorati (1980)
- La locanda della maladolescenza, regia di Bruno Gaburro (1980)
- L'altro inferno, regia di Bruno Mattei (1981)

### Televisione
- Ho incontrato un'ombra, regia di Daniele D'Anza – miniserie TV (1974)
- La traccia verde, regia di Silvio Maestranzi – miniserie TV (1975)